# Sarra Lebedeva
Sarra Dmitrijevna Lebedeva (ryska: Сарра Дмитриевна Лебедева), född 1892, död 1967, var en sovjetisk skulptör.
En krater på Venus har fått sitt namn efter henne. 